# Новаев, Семён Семёнович
Семён Семёнович Новаев (13 [26] июля 1906, Новоматюшкино, Ставропольский уезд, Самарская губерния, Российская империя (ныне г. Тольятти) — 15 января 1955, Ленинград) — советский военный политработник, генерал-майор, участник Великой Отечественной войны.

## Биография
В Красной Армии служит с 1928 года. В 1930 году вступил в КПСС. Служил военным комиссаром артиллерийского полка.
В 1941 году окончил Высшие курсы усовершенствования политсостава.

### В Великой Отечественной войне
После начала Великой Отечественной войны на фронте. С июля 1941 года в действующей армии, служил инспектором политотдела 30-й армии, военным комиссаром 336-й стрелковой дивизии (сентябрь — декабрь 1941 года). Принимал участие в боях под Смоленском, обороне Москвы, проводил работу по укреплению воинской дисциплины и политико-морального состояния войск.
Позднее служил военным комиссаром Главного управления ПВО СССР (1942), начальником политуправления Московского фронта ПВО (ноябрь 1942 — июль 1943 года), членом Военного совета Восточного, Южного фронтов ПВО.
В 1943 году Новаеву было присвоено звание генерал-майора.
С октября 1944 года и до окончания войны Новаев служил начальником политотдела 1-го артиллерийского корпуса Ленинградского фронта.

### После войны
служил начальником политотдела — заместителем командира артиллерийской дивизии по политической части. С января 1949 года в запасе.

## Награды
- Орден Красного Знамени
- Орден Красной Звезды[1] (1941)
- Орден Красной Звезды[2] (1943)
- Медаль «За оборону Кавказа»[3] (1943)
- Медаль «За оборону Москвы»
- Медаль «За победу над Германией в Великой Отечественной войне 1941—1945 гг.» (9 мая 1945[4])